# The Giant Gila Monster
The Giant Gila Monster is een Amerikaanse B-film uit 1959. De film werd geregisseerd door Ray Kellogg, en geproduceerd door Ken Curtis. Hoofdrollen werden vertolkt door Don Sullivan, Lisa Simone, en Fred Graham.

## Verhaal
De film begint met een jong koppel dat met hun auto stopt in een afgelegen landschap om van het uitzicht te genieten. Een enorm gilamonster valt de auto aan en vermoordt de twee.
Een paar vrienden van het koppel ontdekken de verdwijning, en besluiten de sheriff te helpen bij de zoektocht naar de twee. Chase, een van de vrienden, ontdekt het wrak van de auto, met daarnaast sporen van een enorm reptielachtig wezen. Op datzelfde moment valt het gilamonster een trein aan, en realiseren de autoriteiten zich waar ze mee te maken hebben.
Het gilamonster valt ook een stadje aan. Daar wordt hij geconfronteerd door Chase, een jonge monteur en hotrod racer. Hij rijdt met een auto vol nitroglycerine recht op het monster af. Chase springt op het laatste moment uit de auto, het gilamonster wordt vol geraakt en sterft in de explosie.

## Rolverdeling
| Acteur         | Personage                         |
| -------------- | --------------------------------- |
| Don Sullivan   | Chase Winstead                    |
| Fred Graham    | Sheriff Jeff                      |
| Lisa Simone    | Lisa                              |
| Shug Fisher    | Old Man Harris                    |
| Bob Thompson   | Mr. Wheeler                       |
| Janice Stone   | Missy Winstead                    |
| Ken Knox       | Horatio Alger 'Steamroller' Smith |
| Gay McLendon   | Mom Winstead                      |
| Don Flournoy   | Gordy                             |
| Cecil Hunt     | Mr. Compton                       |
| Stormy Meadows | Agatha Humphries                  |

## Achtergrond
“The Giant Gila Monster” was een typische low-budget monsterfilm uit de jaren 50. De scènes met het monster werden opgenomen met een echt gilamonster in een miniatuurlandschap. Net als veel monsterfilms uit die tijd speelt de film zich af in het zuidwesten rond een groep van vooral tieners. Maar in tegenstelling tot veel andere films behandelt deze film geen thema’s als een mislukt wetenschappelijk experiment of een nucleaire ramp. In plaats daarvan wordt geen enkele verklaring gegeven over de oorsprong van het monster.
De film werd behandeld in de cultserie Mystery Science Theater 3000, en telt vandaag als klassieker.